# 牙買加總督

牙買加總督旗

牙買加總督（Governor-General of Jamaica），是牙買加君主在牙買加的全權代表。牙買加於1962年9月18日從英國獨立。獨立後實行君主立憲，奉英國君主查理三世為牙買加的國家元首，因為國王居住在英國，因此牙買加君主職務由牙買加總督代行職權。牙買加總理、反對黨領袖、內閣部長、議員、參議院、首席法官和司法機構的其他成員皆由牙買加總督任命。

## 歷任牙買加總督（獨立後）
- 肯尼思·布萊克本 Sir Kenneth Blackburne（1962年8月6日-11月30日）
- 克利福·德坎貝爾 Sir Clifford Campbell（1962年12月1日-1973年3月2日）
  - 赫伯特·達弗斯 Sir Herbert Duffus（1973年3月2日-6月27日）（署理）
- 弗洛里泽尔·格拉斯波尔 Sir Florizel Glasspole（1973年6月27日-1991年3月31日）
  - 愛德華·扎卡 Edward Zacca（1991年3月31日-8月1日）（署理）
- 霍華德·庫克 Sir Howard Cooke（1991年8月1日-2006年2月15日）
- 肯尼思·霍爾 Sir Kenneth O. Hall（2006年2月15日-2009年2月26日）
- 帕特里克·艾倫 Sir Patrick Allen（2009年2月26日-至今）